# Beluga Nomination
Beluga Nomination ist der ehemalige Name eines Mehrzweck-Schwergutfrachters. Das unter der Flagge von Antigua und Barbuda fahrende Schiff der damaligen Bremer Reederei Beluga Shipping wurde im Januar 2011 von somalischen Piraten entführt und mehrere Monate festgehalten.

## Entführung
Am 22. Januar 2011 wurde die Beluga Nomination mit einer Ladung, die aus einem Dutzend Luxusyachten und Speedbooten bestand, auf dem Weg von Malta in den südkoreanischen Hafen Masan etwa 800 Seemeilen nördlich der Seychellen von somalischen Piraten angegriffen und gekapert.
Der polnische Kapitän und seine Mannschaft (zwei Ukrainer, zwei Russen sowie sieben Filipinos) hatten sich nach dem Auftauchen der Piraten, wie in solchen Fällen vorgesehen, in den Sicherheitsraum des Schiffs geflüchtet und hatten per Funk Hilferufe abgesetzt. Den Piraten gelang es jedoch, innerhalb von zwei Tagen den Sicherheitsraum aufzuschweißen und die Kontrolle über das Schiff zu übernehmen. Militärische Hilfe erfolgte nach dem am 22. Januar 2011 um 13:38 Uhr (MEZ) abgesetzten Notruf zunächst nicht. Zum Zeitpunkt der Kaperung war das nächste verfügbare Kriegsschiff der EU-Mission Operation Atalanta mit der Begleitung eines Frachtschiffs des Welternährungsprogramms betraut. Die Fregatte Hamburg war in Dschibuti im Hafen zur Nachversorgung. Ein Aufklärungsflugzeug der Küstenwache der Seychellen überflog das Schiff und konnte an Deck mindestens vier Seeräuber ausmachen. Ein Patrouillenboot der Seychelles Coast Guard folgte der Beluga Nomination.
Am 26. Januar 2011 erreichte das dänische Kommando- und Unterstützungsschiff HDMS Esbern Snare die Beluga Nomination. Das Patrouillenboot der Seychellen und die dänische Fregatte eröffneten das Feuer auf die Piraten. Sie töteten einen oder zwei der Seeräuber. Die Piraten erschossen danach, offenbar als Vergeltung für den missglückten Befreiungsversuch, den Bootsmann und ein weiteres Mitglied der Besatzung des Frachtschiffes.
Dem Zweiten Offizier gelang es, in das Freifallrettungsboot am Heck des Frachters zu flüchten und zu entkommen. Zwei weitere Besatzungsmitglieder sprangen über Bord, während an Bord Chaos herrschte. Eines zog der Zweite Offizier später aus dem Wasser, das andere Besatzungsmitglied, der leitende Ingenieur, ertrank. Nach der missglückten Befreiungsaktion erhob die Bremer Beluga-Reederei schwere Vorwürfe gegen die NATO, die EU und die Seychellen, denen sie Unprofessionalität und unkoordiniertes Vorgehen vorwarf.
Am 27. Januar 2011 stoppten die Maschinen der Beluga Nomination, wahrscheinlich wegen eines Maschinenausfalls. Wenige Stunden später kam den Seeräubern ein Piraten-Mutterschiff, der am 23. Oktober 2010 entführte Gastanker York zu Hilfe, weitere Piraten gingen an Bord. Beide Schiffe gingen auf Kurs Richtung Somalia. Die Besatzung der HDMS Esbern Snare ortete am Nachmittag des 28. Januar 2011 mit Hilfe von Seefernaufklärern der USA und Spaniens das Rettungsboot der Beluga Nomination etwa 300 Seemeilen von der somalischen Küste entfernt und barg die beiden entkommenen Seeleute. Die beiden Geretteten, ein Ukrainer und ein Filipino, wurden an Bord der dänischen Fregatte betreut und versorgt.
Die Piraten gestatteten dem Kapitän nach Erreichen der somalischen Küste am 29. Januar 2011 einen Anruf bei der Reederei des Schiffes. Nachdem Schiff und Besatzung mehrere Monate festgehalten worden waren, kam das Schiff Mitte April 2011 frei. Zur Frage der Zahlung eines Lösegeldes nahm die Reederei nicht Stellung.